# ورزشگاه بازار آسیا
ورزشگاه بازار آسیا، یک سالن سرپوشیده در پاسای فیلیپین است. ظرفیت صندلی ۱۵۰۰۰برای مسابقات ورزشی است،این سالن رسماً در تاریخ ۲۱ مه ۲۰۱۲ افتتاح شد. دارای صندلی های قابل جمع شدن و یک ساختمان پارکینگ با ظرفیت ۲۰۰۰ ظرفیت است.